# 周西成
周西成（1893年4月7日—1929年5月22日）名世傑，字西成，以字行，号継斌，遵義府桐梓县人，祖籍江西省。清末民初貴州軍閥，於蔣桂戰爭中戰死。

## 生平

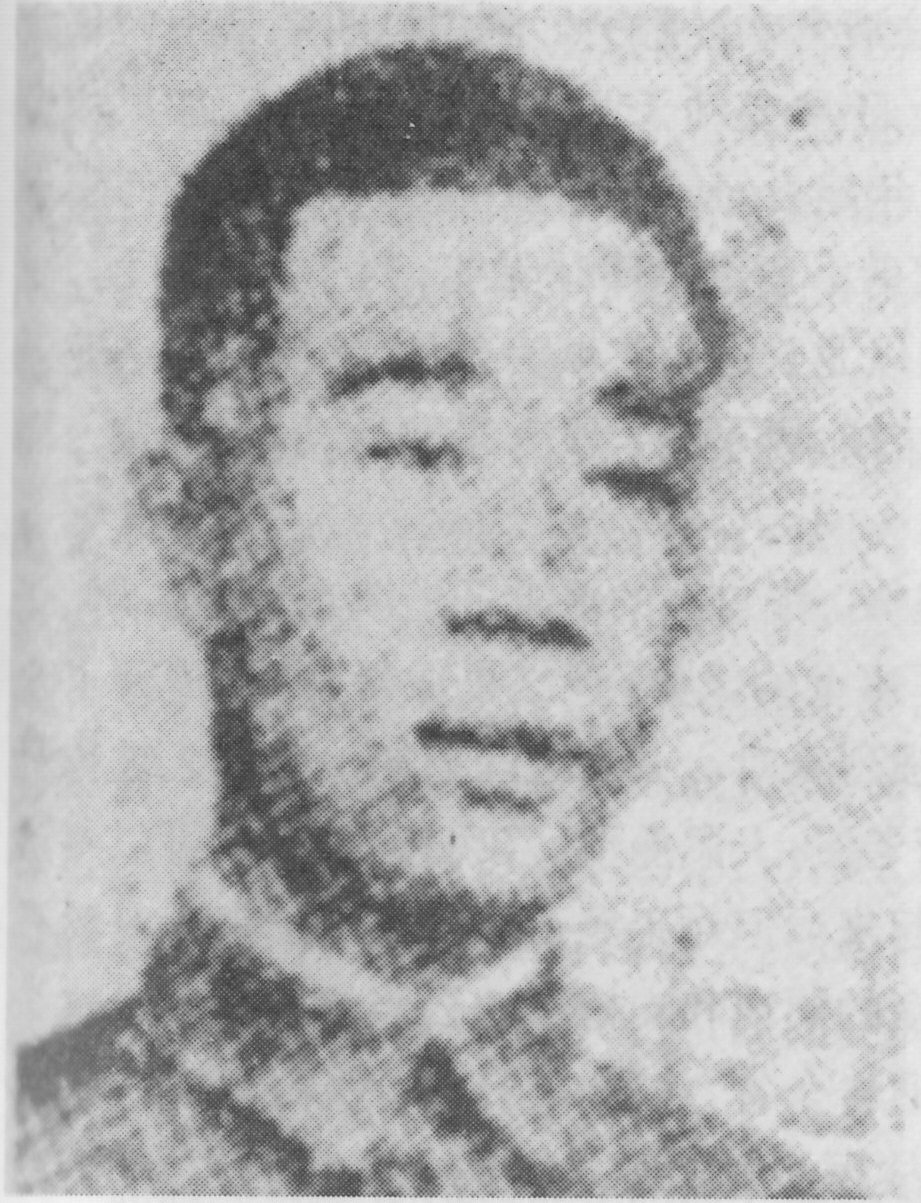

周西成最初入桐梓明徳小学堂。1911年加入貴州新軍。辛亥革命後，继续在新軍任职，1913年入贵州陆军讲武学堂，同時加入国民党。

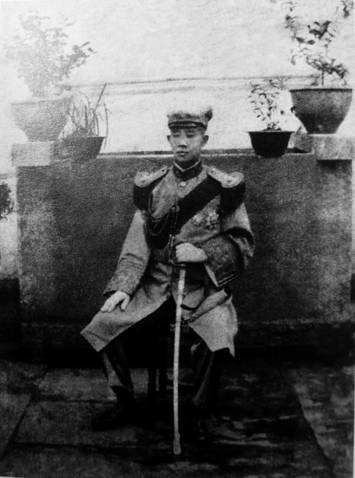

以後，周西成在四川省境内军队逐渐升职，1922年1月升任旅長。同年6月，周西成投靠南方政府派的川軍指揮官石青陽，被任命为四川討賊軍第3混成旅旅長。不久，升任川東防軍第2師師長。11月，被川軍熊克武任命为四川討賊軍第3師師長。1923年11月，离开四川，赴貴州省北部赤水一带駐扎，形成自己独立的勢力圏。後来，被黔軍袁祖銘任命为黔軍第3師師長。
1925年2月，袁祖銘赴四川活動，任命王天培为貴州軍務督办，彭漢章为貴州省長，周西成为貴州軍務帮办。其中，彭漢章主持省政，王天培以天柱县为中心割据贵州省東南部，周西成以赤水县为中心割据贵州省北部。1926年，王天培、彭漢章加入国民革命軍参加北伐，周西成出任貴州督办兼貴州省長，掌握貴州省的統治权，此外还担任黔軍後備軍总司令。1927年4月，周西成正式效忠国民政府，任貴州省政務委員会主席，兼任國民革命軍第二十五軍軍長。同年7月，任貴州省政府主席。

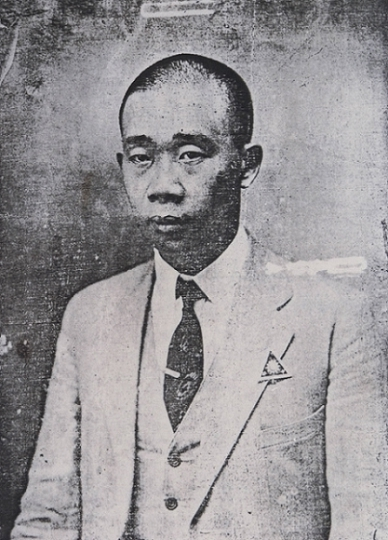

稍早時間，唐继尧於滇桂戰爭戰敗後威望大減，終被雲南四大鎮守使龍雲、胡若愚、张汝骥、李选廷於2月發動二六政變推翻。然而唐病逝獄中不久，兵變的四大軍閥即因分贓不勻再起衝突，胡張二人發動六一四政變囚禁龍雲，龍之表弟盧漢逃脫後率兵回擊解救表兄，雲南自此陷入兩派內戰。8月，周西成決定與胡張派結盟並介入雲南局勢，而龍雲即收編袁祖銘舊部李燊黔軍第四十三军與之對抗。周派遣表弟毛光翔與胡若愚聯軍在10月發兵讨伐龙雲，遭龙雲軍迎擊而敗北，最终失败，周西成因此將毛光翔撤職扣押，周亦因此與龍結怨。同年12月，周出任國民革命軍第九路軍总指揮。
1929年，北伐剛勝利後不久，蔣介石中央政府與李宗仁新桂系之間於北伐期間種下的矛盾旋即引爆蔣桂戰爭。由于周西成联桂反蒋，此前與周結怨的龍因而擁蔣，蒋遂将李燊部编入忠蔣的龙云麾下第十路军進軍討伐。周西成5月22日與李部激戰於关岭附近，中彈戰死後跌入打邦河激流中，享年37岁（满36歳）。